# Gravelines
Gravelines [gʁavlin] (niederländisch Grevelingen; deutsch Gravelingen) ist eine französische Stadt mit 11.451 Einwohnern (Stand 1. Januar 2022) im Département Nord in der Region Hauts-de-France. Sie gehört zum Arrondissement Dunkerque und zum Gemeindeverband Communauté urbaine de Dunkerque.

## Geografie
Die Stadt Gravelines liegt an der kanalisierten Mündung des Flusses Aa in den Ärmelkanal zwischen den Hafenstädten Calais im Westen und Dünkirchen im Osten.

## Geschichte

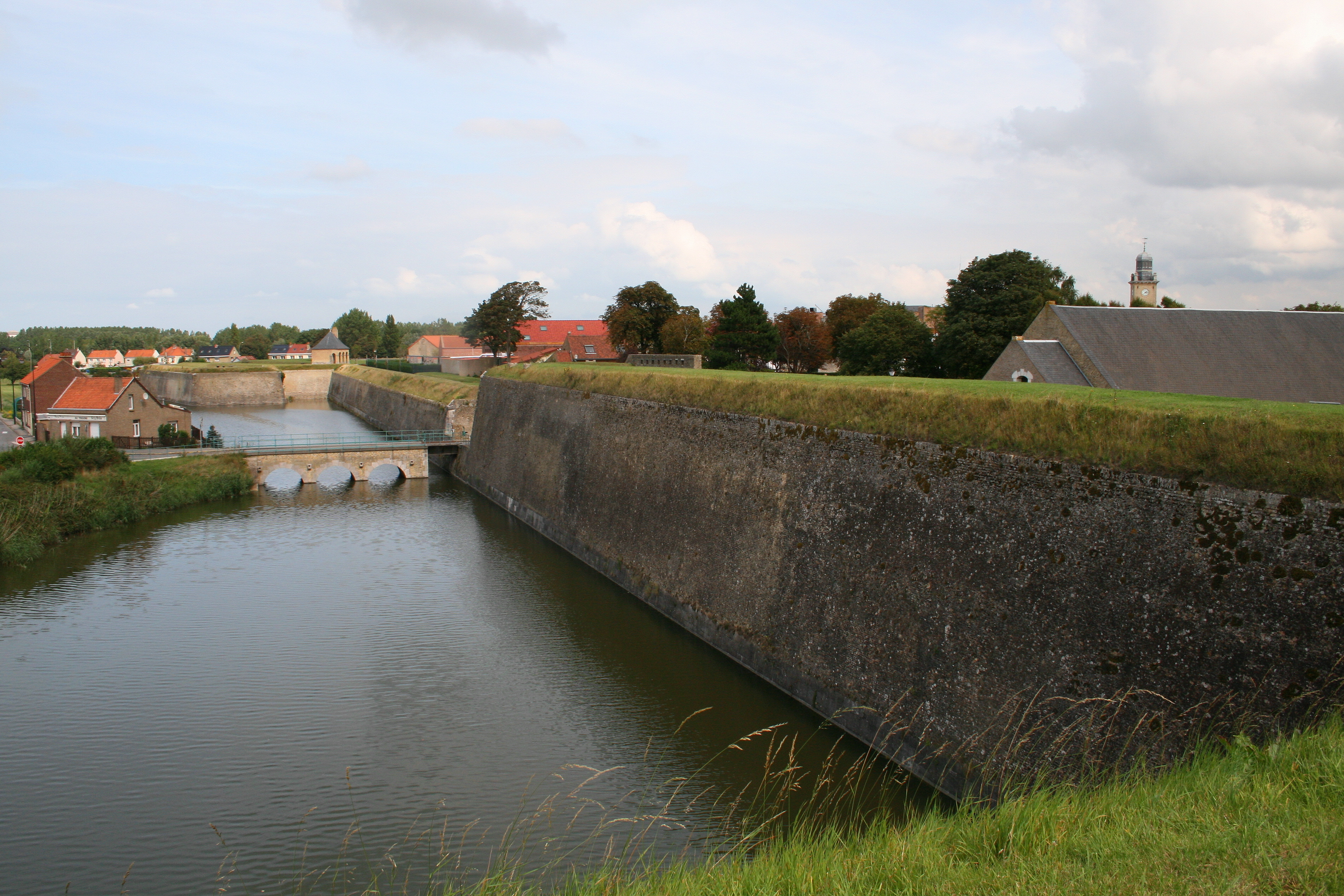
Zitadelle von Vauban

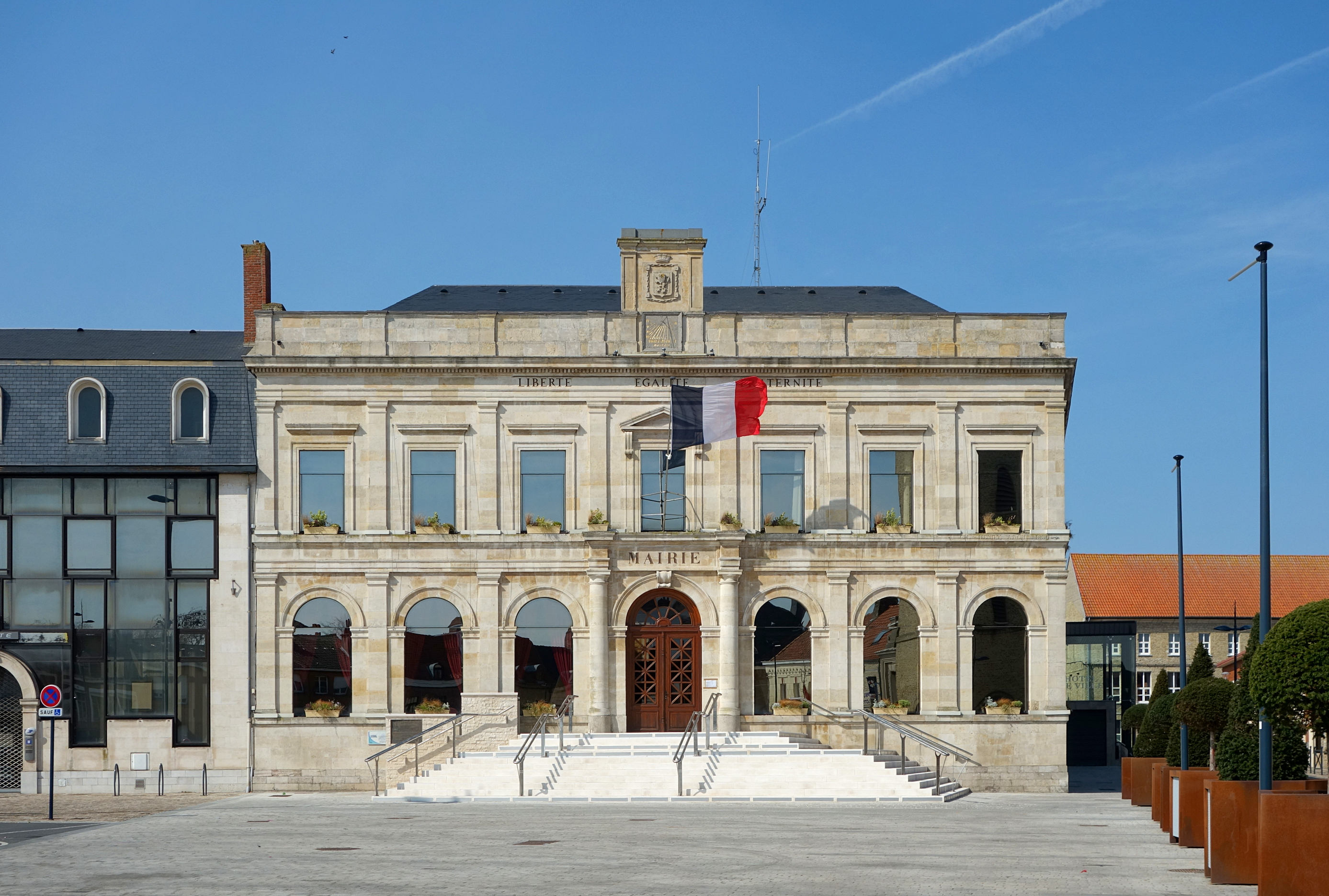
Hôtel de ville (Rathaus)

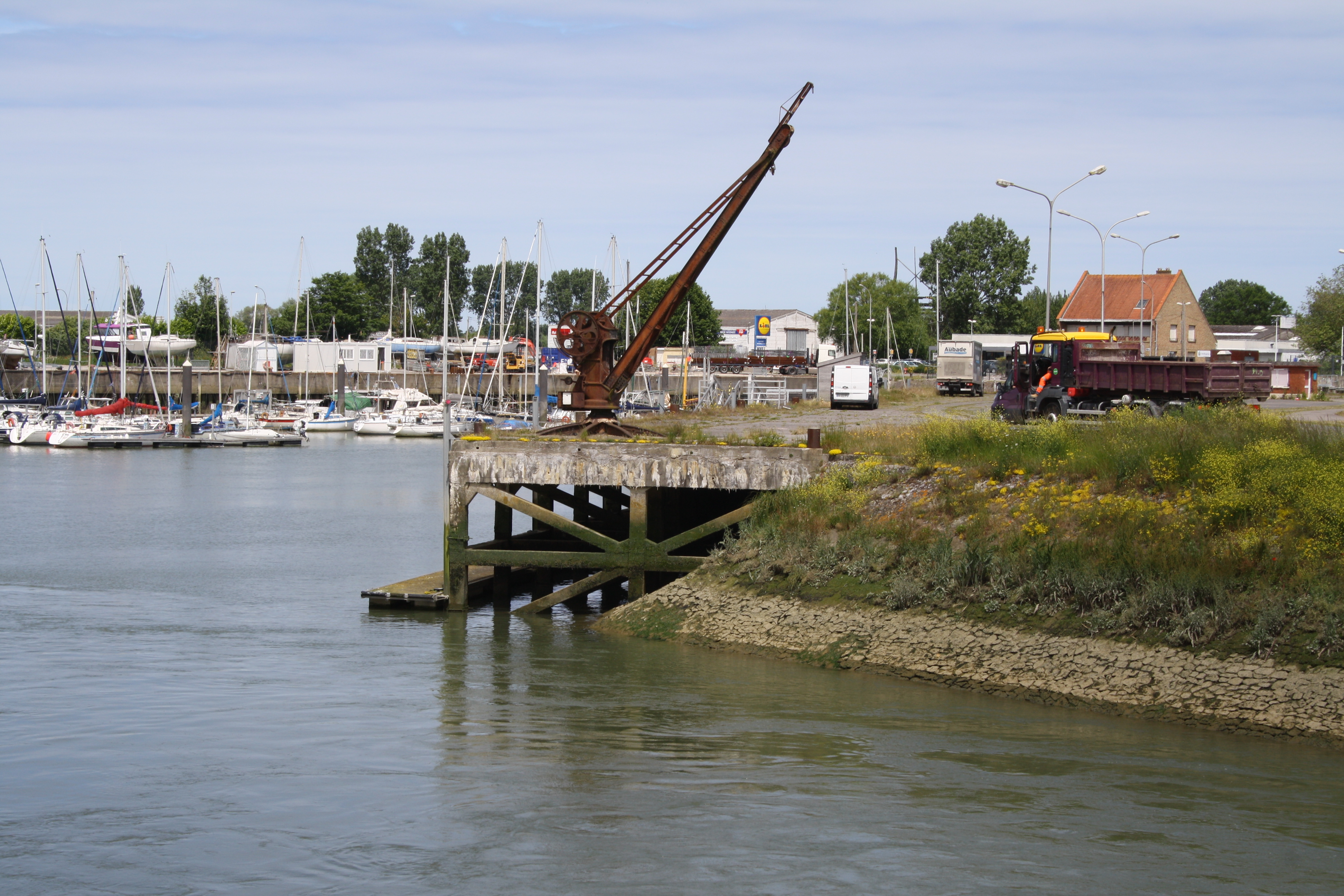
Hafen an der kanalisierten Aa

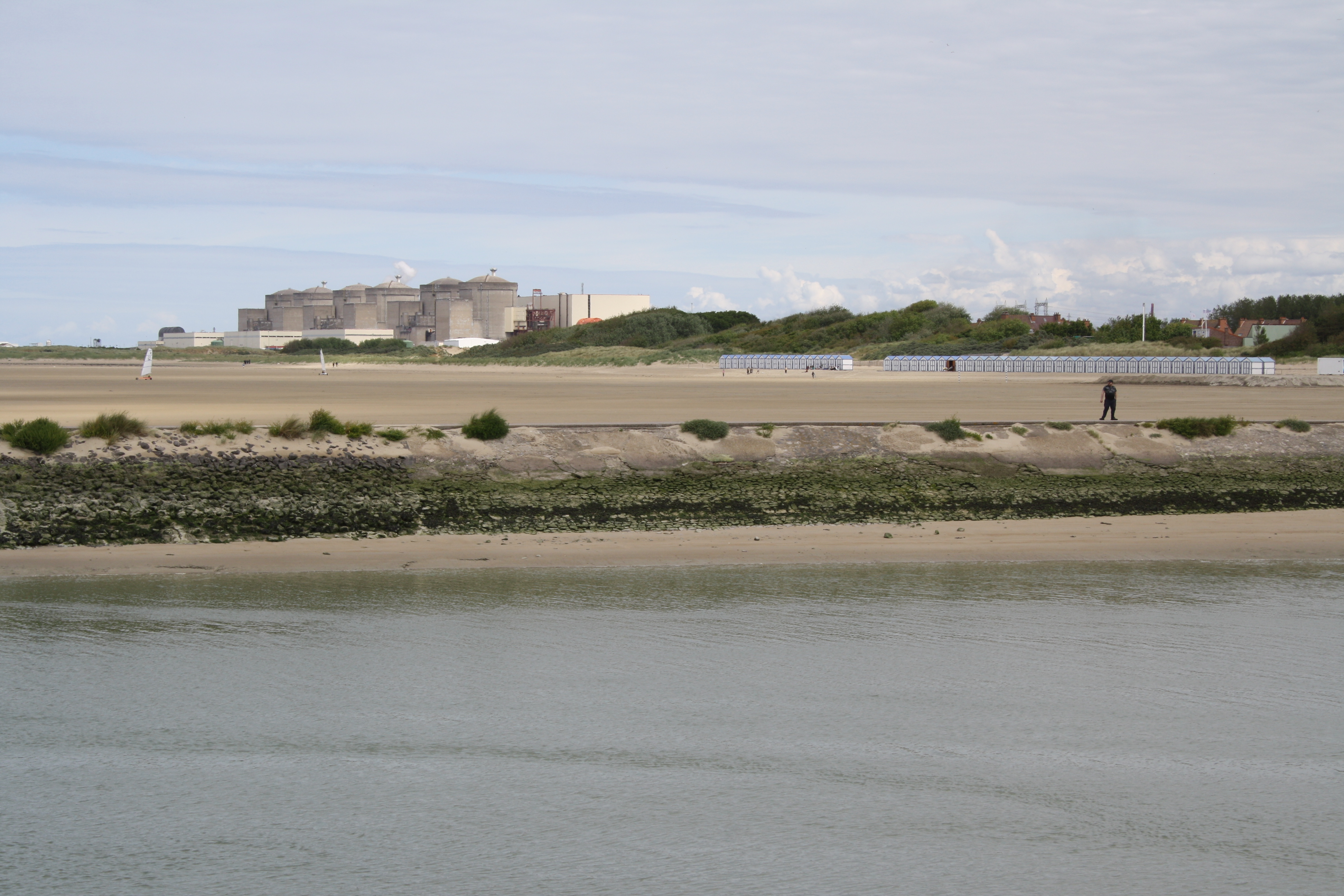
Strand von Petit-Fort-Philiippe und Kernkraftwerk Gravelines

Die um das Jahr 1150 erfolgte Kanalisierung der Aa führte um 1160 zur Gründung von Gravelines durch Graf Dietrich I. von Flandern. In dem Ort wurde eine mächtige Zitadelle erbaut, die durch doppelte Umfassungsmauern und einen Graben geschützt war. Gravelines war in der Folge oft Schauplatz kriegerischer Ereignisse. 1383 erstürmte ein englisches Heer unter dem Bischof von Norwich die Stadt und verübte Gräueltaten. Es eroberte dann auch Dünkirchen, Cassel und alles Land bis Sluis. Nachdem aber die Engländer, von den Franzosen gedrängt, den Rückzug antraten und die eroberten Städte räumten, wurden diese Ortschaften von den nacheilenden Franzosen geplündert und verbrannt. Dieses Schicksal traf auch Gravelines. Bald fand aber ein Neuaufbau der Stadt statt. Sie ging wie die gesamte Grafschaft Flandern 1385 an das Herzogtum Burgund  über und teilte dessen Schicksale.
Am 13. Juli 1558 fand bei der Stadt eine Schlacht zwischen den Truppen des spanischen Königs Philipp II. und denen des französischen Königs Heinrich II. statt. Die Franzosen verloren die Schlacht und wurden damit zum Frieden von Cateau-Cambrésis (3. April 1559) gezwungen. Dieser Friede ebnete dem katholischen Philipp II. den Weg zur Verfolgung der Protestanten in den Niederlanden, was zum Achtzigjährigen Krieg (1568–1648) führte.
Am 29. Julijul. / 8. August 1588greg. kam es außerdem zur Seeschlacht bei Gravelines, bei der sich die englische Flotte unter Charles Howard und die Spanische Armada gegenüberstanden.
1644 wurde das bis dahin in spanischem Besitz befindliche Gravelines von den Franzosen unter der Führung des Herzogs Gaston von Orléans erobert. Vauban befestigte die Stadt, die indessen 1652 durch Erzherzog Leopold eingenommen und damit für Spanien wiedergewonnen wurde.
Aber die Franzosen gaben nicht auf. Am 23. März 1658 schloss Ludwig XIV. einen Traktat mit Cromwell gegen König Philipp IV. von Spanien, um gemeinsam Gravelines, Mardick und Dünkirchen anzugreifen. Das erstere sollte dann den Franzosen gehören, die beiden anderen Städte sollte England behalten. Nur die Verbindung mit England und die Langsamkeit der von Juan José de Austria befehligten Spanier ermöglichten den kühnen Angriff Turennes auf Dünkirchen. Denn auf dem kahlen Dünensand, wohin der Weg auf überfluteten Dämmen durch die in einen See verwandelte Niederung führte, zwischen jenem überschwemmten Binnenland und dem Meer, hätte die französische Armee ohne Verproviantierung durch die englische Flotte umkommen müssen. Am 4. Juni eröffnete Turenne die Laufgräben gegen die Festung, am 14. Juni schlug er das vereinigte feindliche, aus Spaniern, französischen Emigranten, Iren und Niederländern bestehende, von Condé geführte Heer in der Schlacht in den Dünen. Am 25. Juni ergab sich Dünkirchen. Erst am 27. Juli, nachdem die Operationen durch eine Krankheit des bei der Armee befindlichen Königs aufgehalten worden waren, begann die Belagerung von Gravelines, die den Franzosen 800 bis 900 Soldaten und viele Offiziere kostete. Die Festung ergab sich am 26. August an den Marschall le Ferté. Turenne stationierte in Gravelines eine Besatzung und drang weiter nach Flandern vor. Im nächsten Jahr wurde Gravelines im Pyrenäenfrieden (7. November 1659) förmlich von Spanien an Frankreich abgetreten, bei welchem Land es nun endgültig blieb.
Erst im 19. Jahrhundert setzte sich die französische Sprache gegenüber dem zuvor gesprochenen Niederländisch in der Stadt durch.

### Bevölkerungsentwicklung
| Jahr                       | 1962 | 1968 | 1975 | 1982   | 1990   | 1999   | 2011   | 2020   |
| Einwohner                  | 7720 | 8167 | 9039 | 11.576 | 12.336 | 12.430 | 11.470 | 11.001 |
| Quellen: Cassini und INSEE |      |      |      |        |        |        |        |        |

## Sehenswürdigkeiten
Gravelines hat eine sehenswerte Altstadt, zwei Kilometer vom Meer entfernt am Ostufer der Aa. Die Stadtbefestigung, zum Teil im späten 17. Jahrhundert vom berühmten Festungsbaumeister Vauban angelegt, ist gut erhalten geblieben. Das Rathaus hat, wie in vielen anderen Städten Flanderns, einen Belfried, der zum UNESCO-Weltkulturerbe Belfriede in Belgien und Frankreich gehört.
- Kirche Saint-Willibrord, Monument historique
- Bahnhof, Monument historique
- Leuchtturm im Ortsteil Petit-Fort-Philiippe

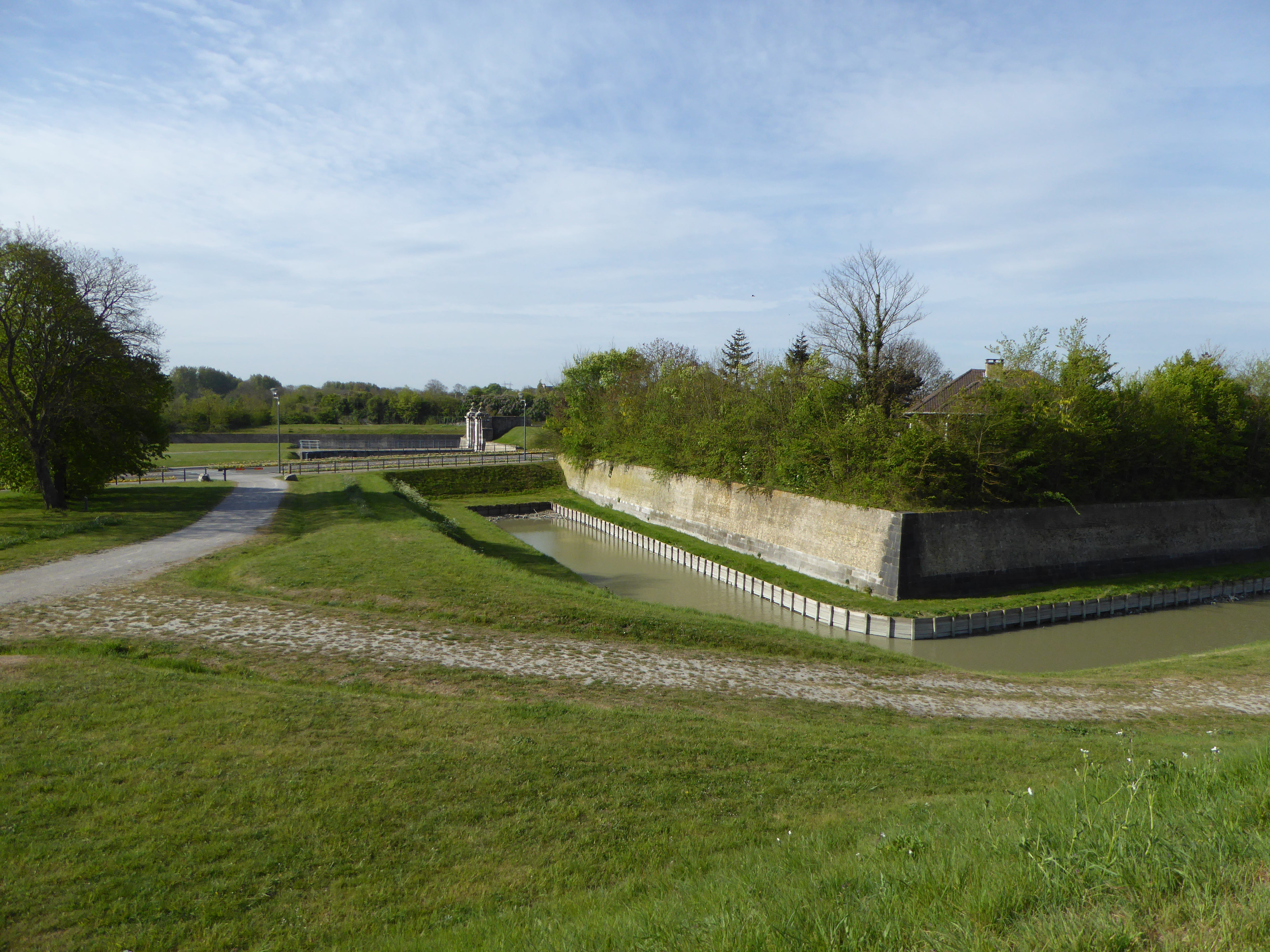
Teil der Stadtbefestigung
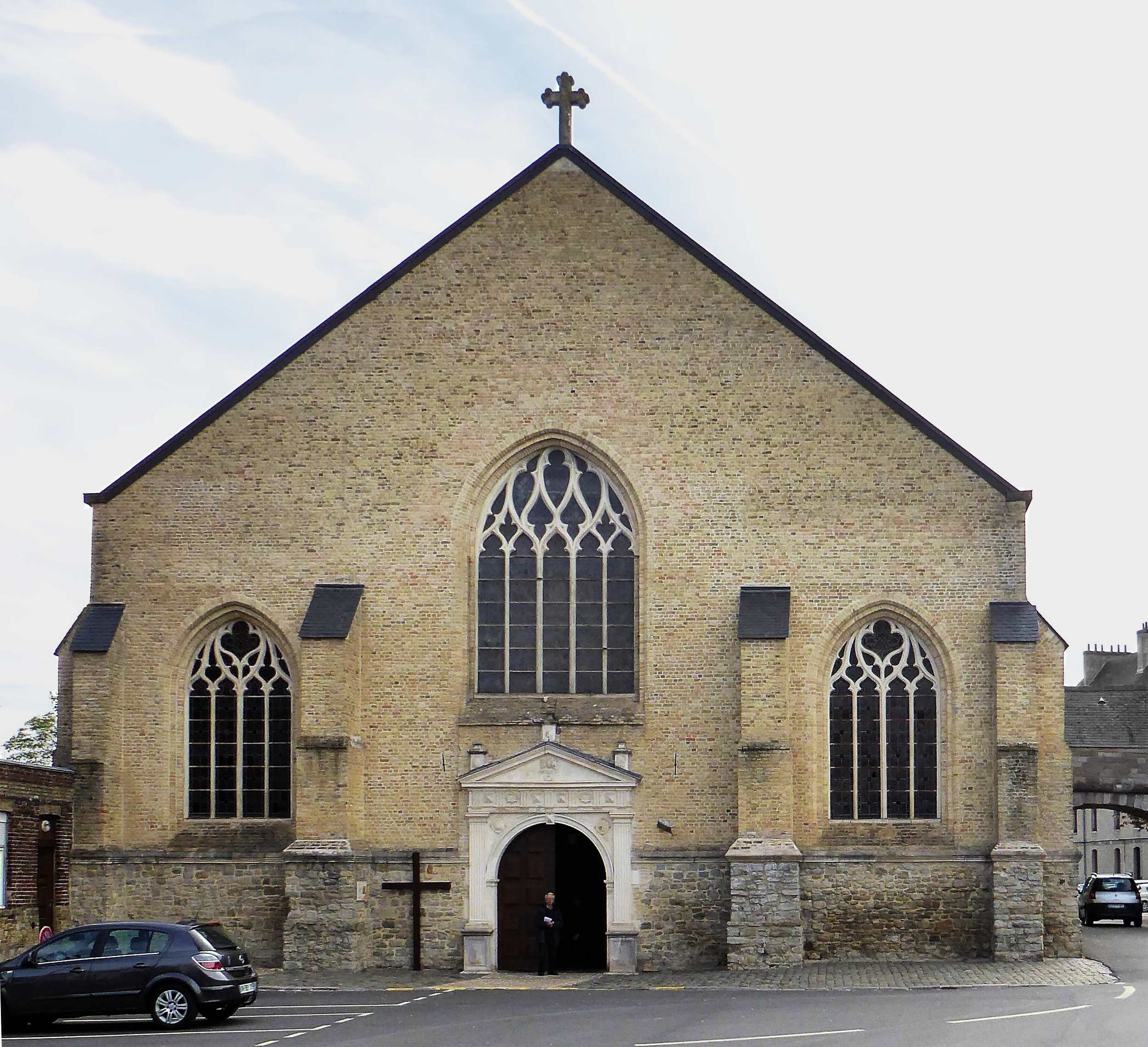
Kirche Saint-Willibrord
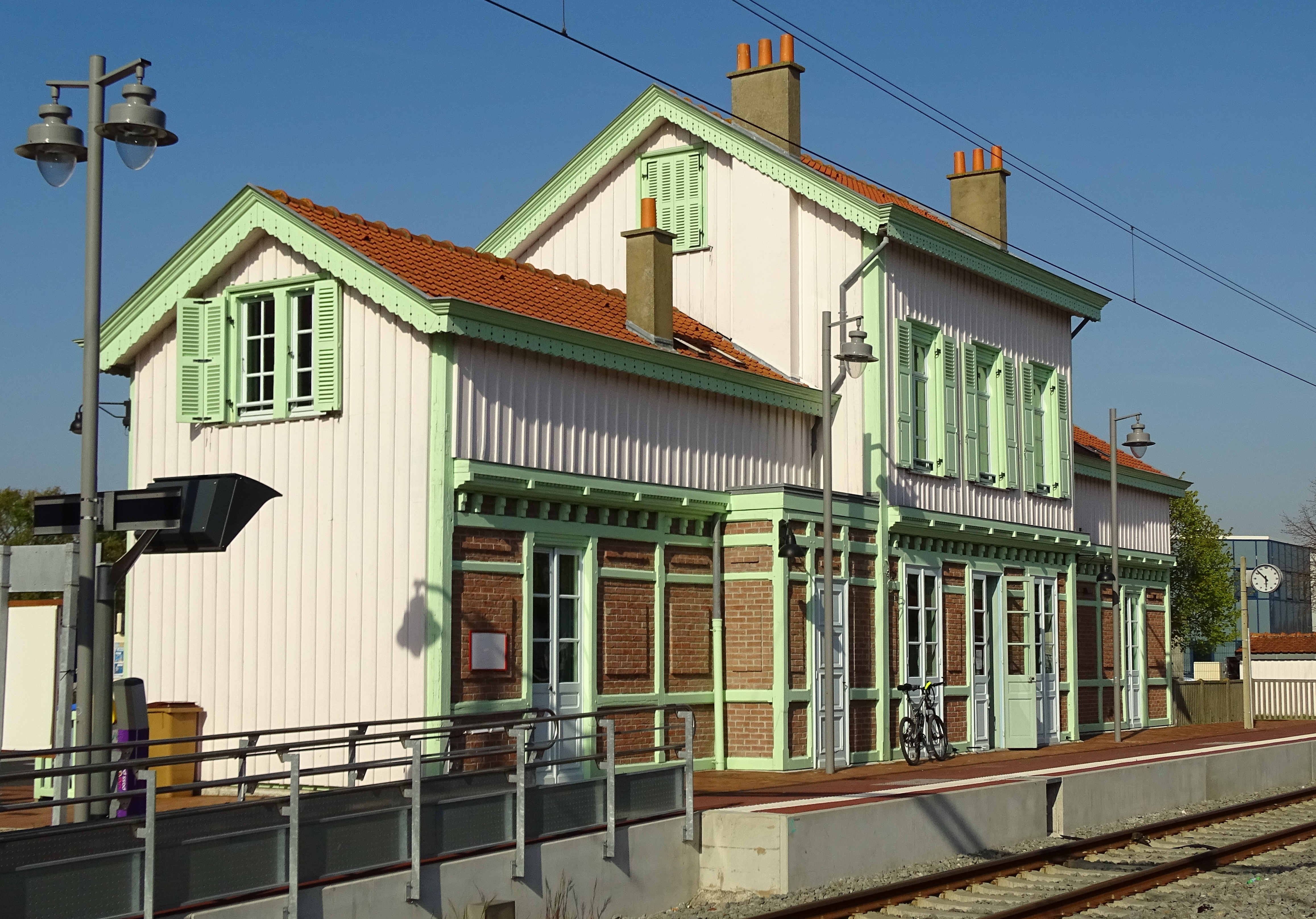
Bahnhof
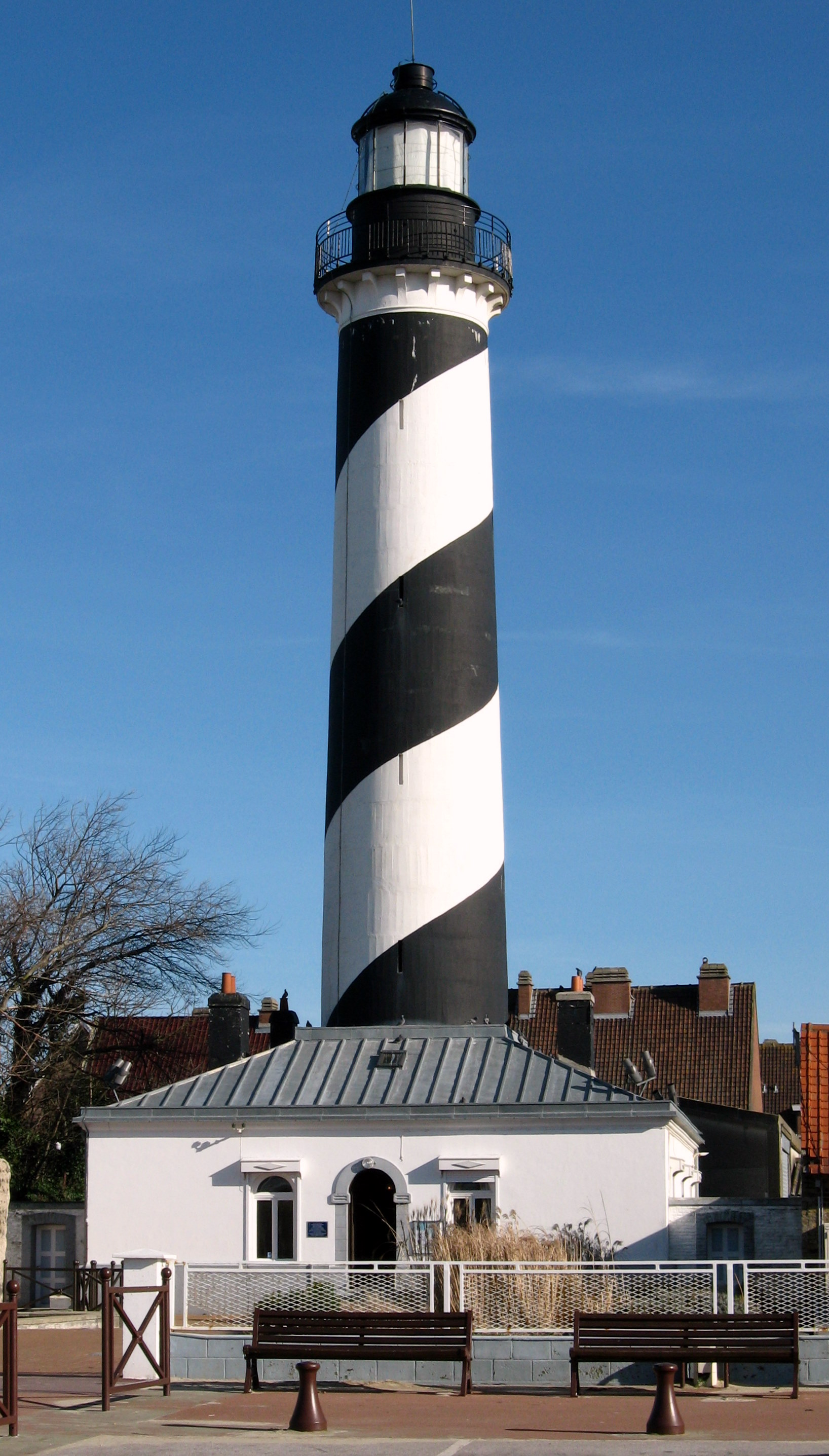
Leuchtturm in Petit-Fort-Philiippe

## Wirtschaft und Infrastruktur
An der Küste steht das Kernkraftwerk Gravelines, eines der – gemessen an der pro Jahr geleisteten Arbeit – größten in Europa. Der Bau zwei weiterer Reaktoren ist geplant, sie werden frühestens 2035 ans Netz gehen. Zu den größeren Betrieben in Gravelines gehören eine Erdölraffinerie und eine Aluminiumhütte.
Der Internetdienstleister OVH betreibt ein großes Rechenzentrum in Gravelines, das GRA-1. In Betrieb sind dort zurzeit 400.000 Server. Das zweite Rechenzentrum von OVH (GRA-2) ist inzwischen (2019) auch in Betrieb.

## Städtepartnerschaften
Gravelines unterhält Städtepartnerschaften mit Biblis in Hessen, mit Fáskrúðsfjörður, einer Ortschaft der Gemeinde Fjarðabyggð in Island und mit Dartford in Englands Grafschaft Kent.

## Persönlichkeiten

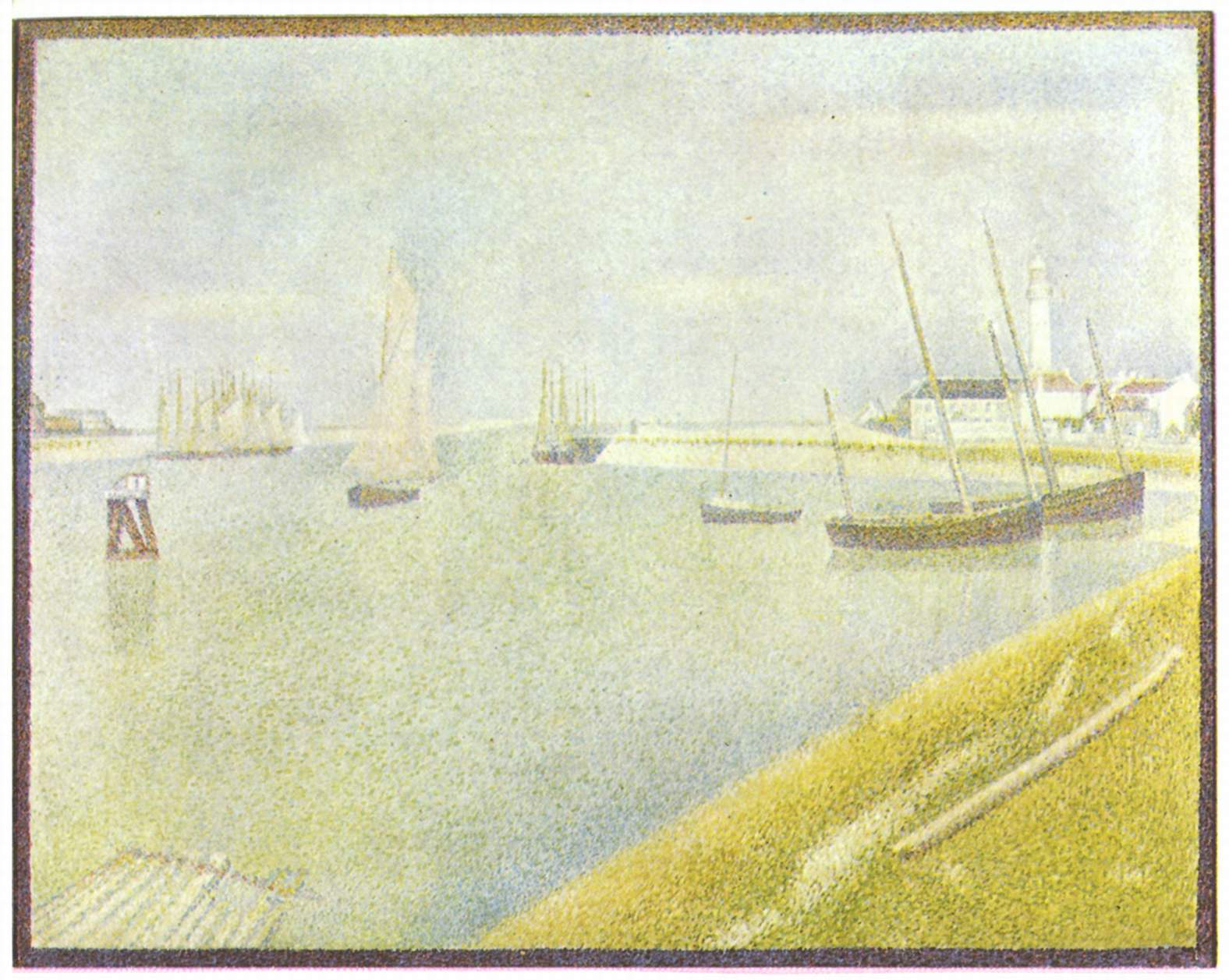
Der Kanal von Gravelines, Georges Seurat, 1890

- Georges Seurat (1859–1891), der Maler hielt sich 1890 und 1891 in Gravelines auf, wo er auch verstarb. Hier entstanden einige seiner berühmten Bilder.
- Philippe Lot (* 1967), Ruderer, wurde 1993 Weltmeister im Vierer ohne Steuermann.